# Casa Cavassa
Casa Cavassa è sede del Museo civico della città di Saluzzo. Anticamente fu la dimora dei marchesi di Saluzzo e in seguito della famiglia Cavassa, originaria di Carmagnola i cui membri furono ed entrambi vicari generali del marchese di Saluzzo.
Il motto della famiglia Cavassa, riscontrabile in numerosi affreschi all'interno della casa-museo, era: "DROIT QUOY (talvolta corretto in QUOI) QUIL SOIT" (traducibile in "Giustizia in qualunque modo").

## Storia e descrizione

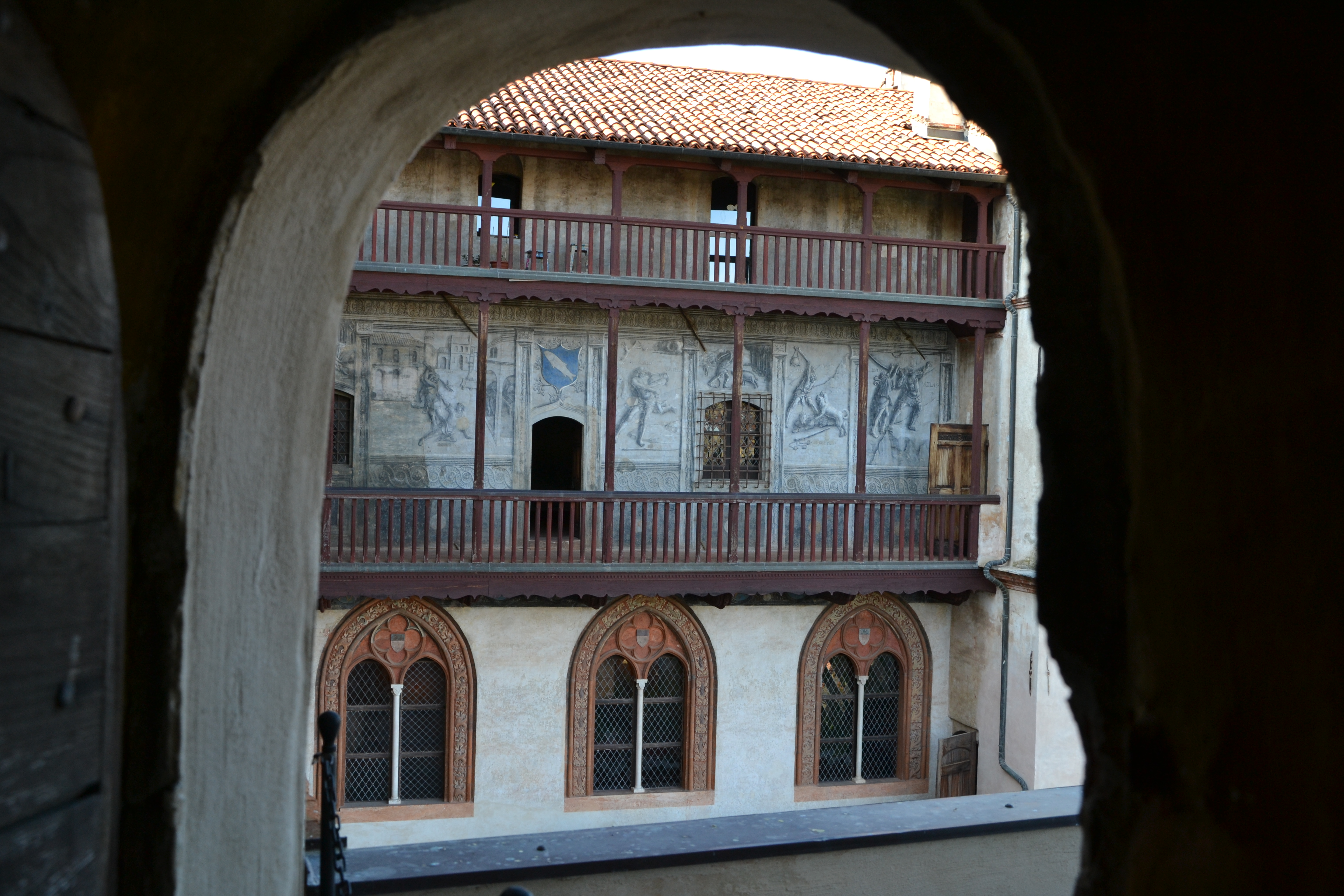
Particolare del Cortile.

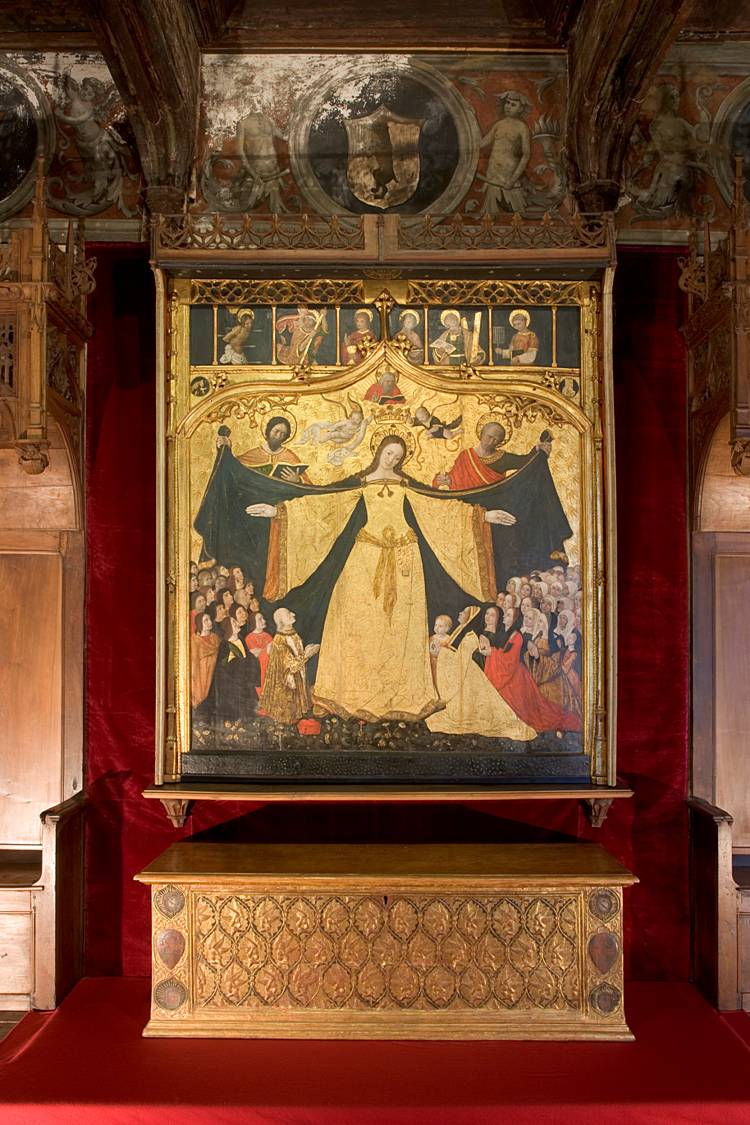
La Madonna della Misericordia.

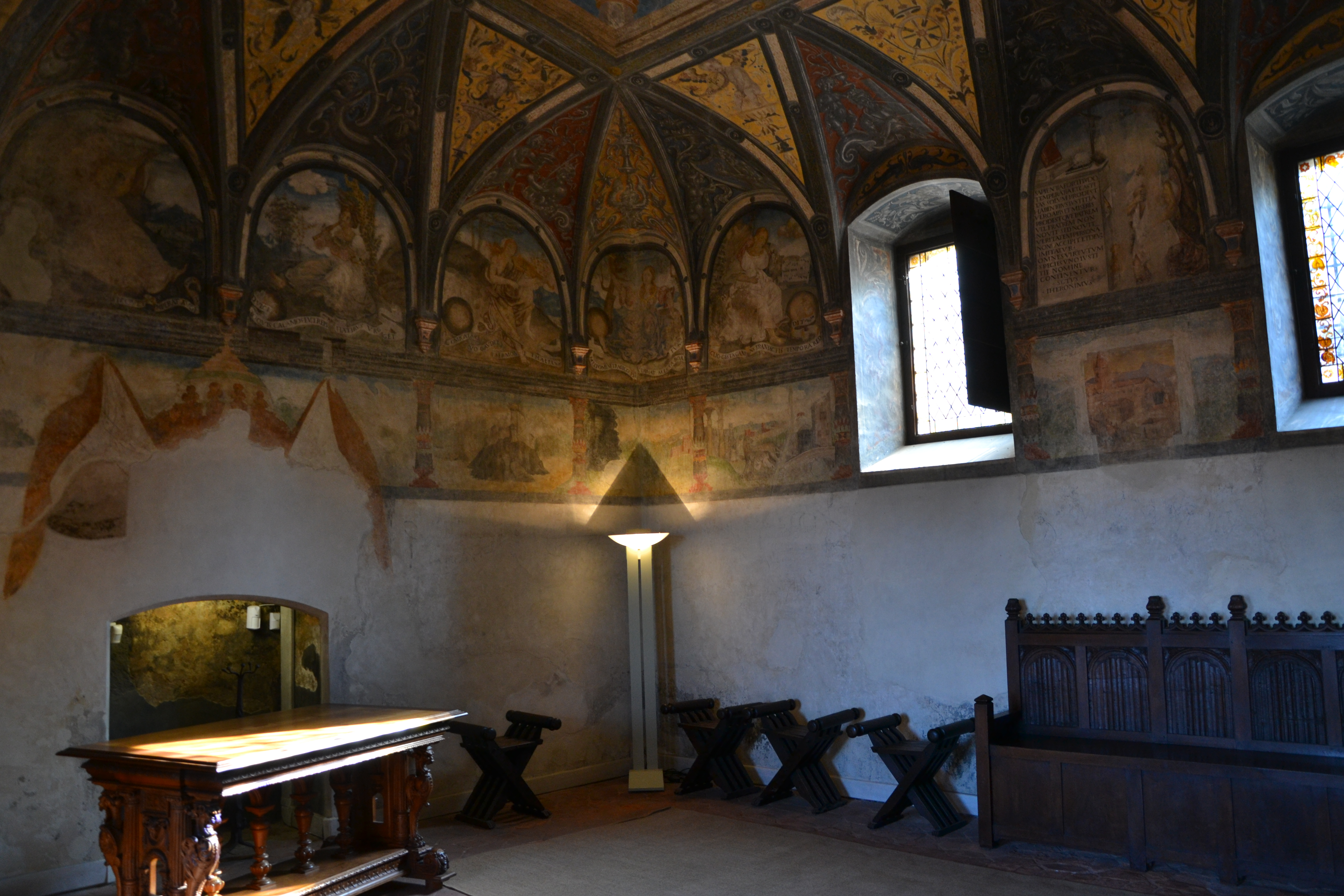
La Sala della Giustizia.

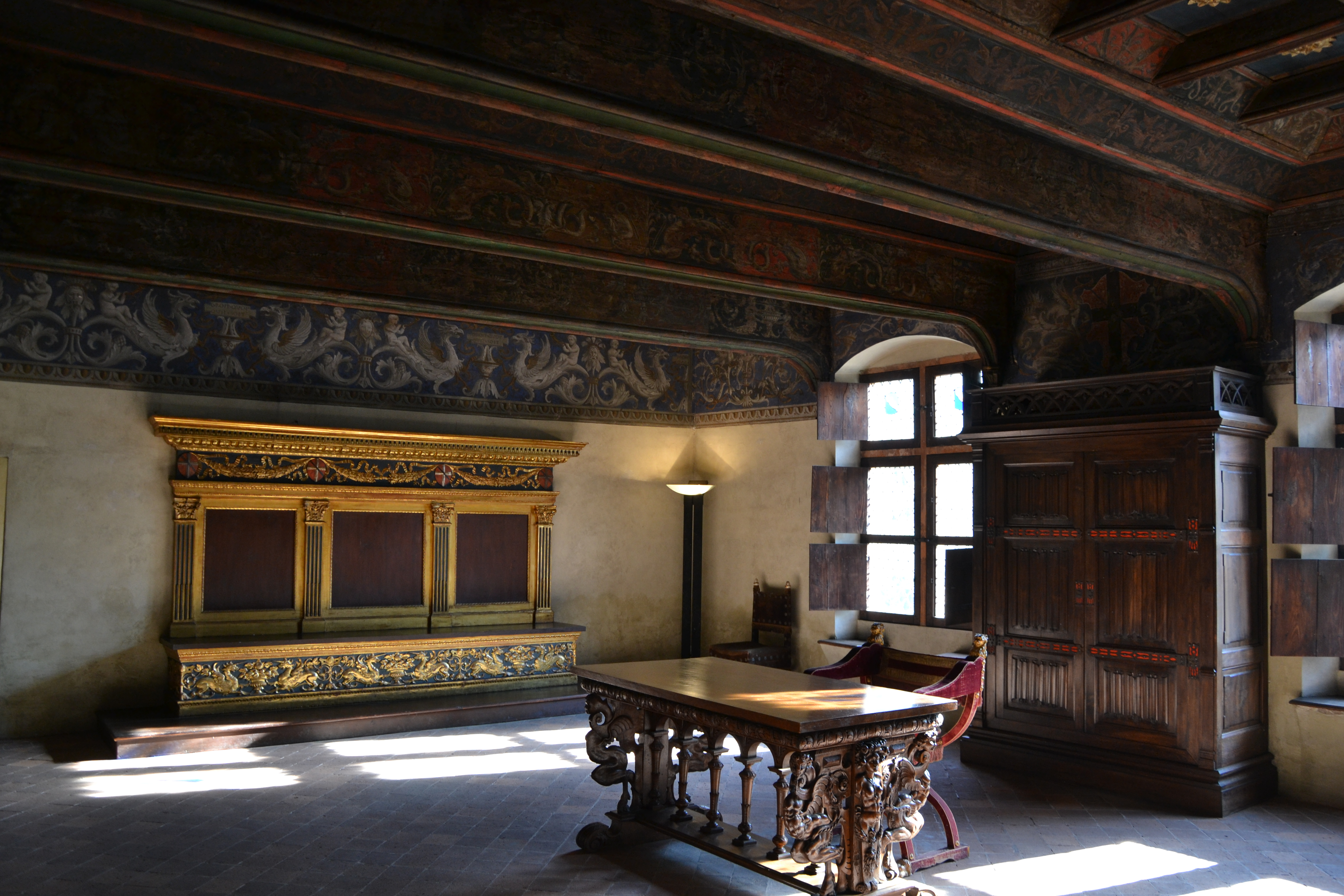
La Sala degli Acaja.

Fu donata dal marchese Ludovico II (nato a Traves, in provincia di Torino) a Galeazzo Cavassa, invitato a trasferirsi nel Marchesato da Carmagnola. La rapida ascesa sociale alla corte dei marchesi di Saluzzo nel secolo XV vide nominare nel 1464 Galeazzo Cavassa vicario generale del marchese, carica che passò a suo figlio Francesco, il quale portò la residenza al suo massimo splendore.
Acquistata nel 1883 da Emanuele Tapparelli D'Azeglio, diplomatico, filantropo, cultore e collezionista d'arte, Casa Cavassa venne restaurata secondo i princìpi ottocenteschi del “completamento in stile”, eliminando tutto ciò che non risaliva al periodo rinascimentale ed inserendo oggetti ed opere d'antiquariato realizzate tra il XV e il XVI secolo. Nel 1888, per lascito testamentario, l'edificio venne donato da Tapparelli al Comune di Saluzzo perché diventasse un museo e nel 1890 Casa Cavassa aprì le proprie porte al pubblico.
A testimoniare il fasto dell'edificio all'inizio del sec. XVI, ancora oggi si ammirano il portale marmoreo ed il portone ligneo scolpito, databili tra il 1518 e il 1528 ed attribuiti allo scultore lombardo Matteo Sanmicheli. Una delle pareti del loggiato interno, inoltre, è decorata con una fascia dipinta a fresco (sec. XVI), raffigurante i segni dello zodiaco, mentre al primo piano si conservano gli affreschi à grisaille, opera di Hans Clemer, pittore fiammingo attivo nel marchesato dal 1496 al 1511. Si tratta di sette riquadri che raffigurano alcune imprese di Ercole, realizzati tra il 1506 ed il 1511.
Opere storico-artistiche che meritano di essere menzionate sono:
- Gli affreschi della sala della Giustizia: la volta e le lunette presentano affreschi databili fra il 1518 e il 1528, opera di un maestro anonimo, di gusto mantovano-ferrarese ispirato al Mantegna. Sul soffitto è raffigurato un loggiato in prospettiva da cui si affacciano putti, dame e gentiluomini, mentre nelle lunette è rappresentato il ciclo degli Uomini Illustri e delle Nove Muse.
- La Pala della Madonna della Misericordia: capolavoro di Hans Clemer eseguito negli anni 1498-1499 su committenza marchionale. La pala rappresenta la Vergine, in piedi, con le braccia allargate in segno di devozione verso i devoti adoranti, tra i quali si riconoscono in primo piano, a sinistra, il marchese Ludovico II e, a destra, la moglie Margherita De Foix vicino al figlio primogenito Michele Antonio e, alle sue spalle, con un vestito rubino, Margherita, la figlia di Ludovico II e della prima moglie Giovanna di Monferrato. Ai lati della Vergine si trovano i santi Pietro e Paolo, mentre nella cimasa sono raffigurati in otto piccoli scomparti altrettanti santi.
- L'adorazione dei Magi: polittico di Jacobino Longo, pittore originario di Alba, e attivo nel Piemonte occidentale tra il 1517 e il 1542. L'opera è datata 1530 e raffigura nella tavola centrale i tre Re dell'Oriente nell'atto di rendere omaggio al Bambino Gesù, mentre nelle tavole laterali si notano una Visitazione e la coppia formata da Gioacchino ed Anna. Nella cimasa è invece rappresentata l'Annunciazione.
- Vari ritratti ad olio su tela della prima metà del secolo XVII: il Duca Carlo Emanuele I di Savoia e Caterina I d'Austria, figlia di Filippo II di Spagna, entrambi opera di Giovanni Caracca, pittore della corte sabauda tra il 1568 e il 1607. Si nota anche un ritratto di Anna Maria d'Austria, Infanta di Spagna, all'età di sei anni.

## Galleria d'immagini

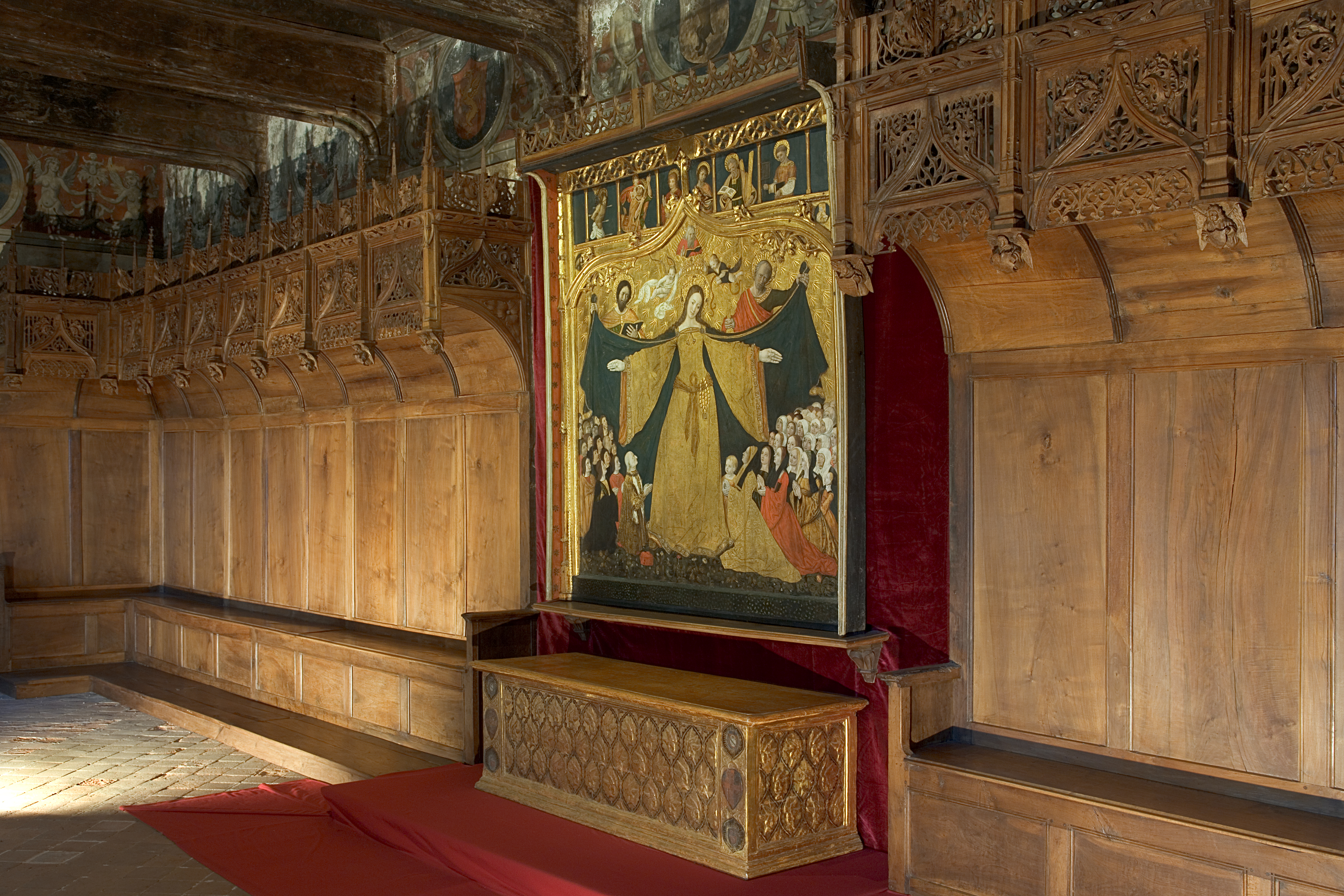
Coro Cavassa
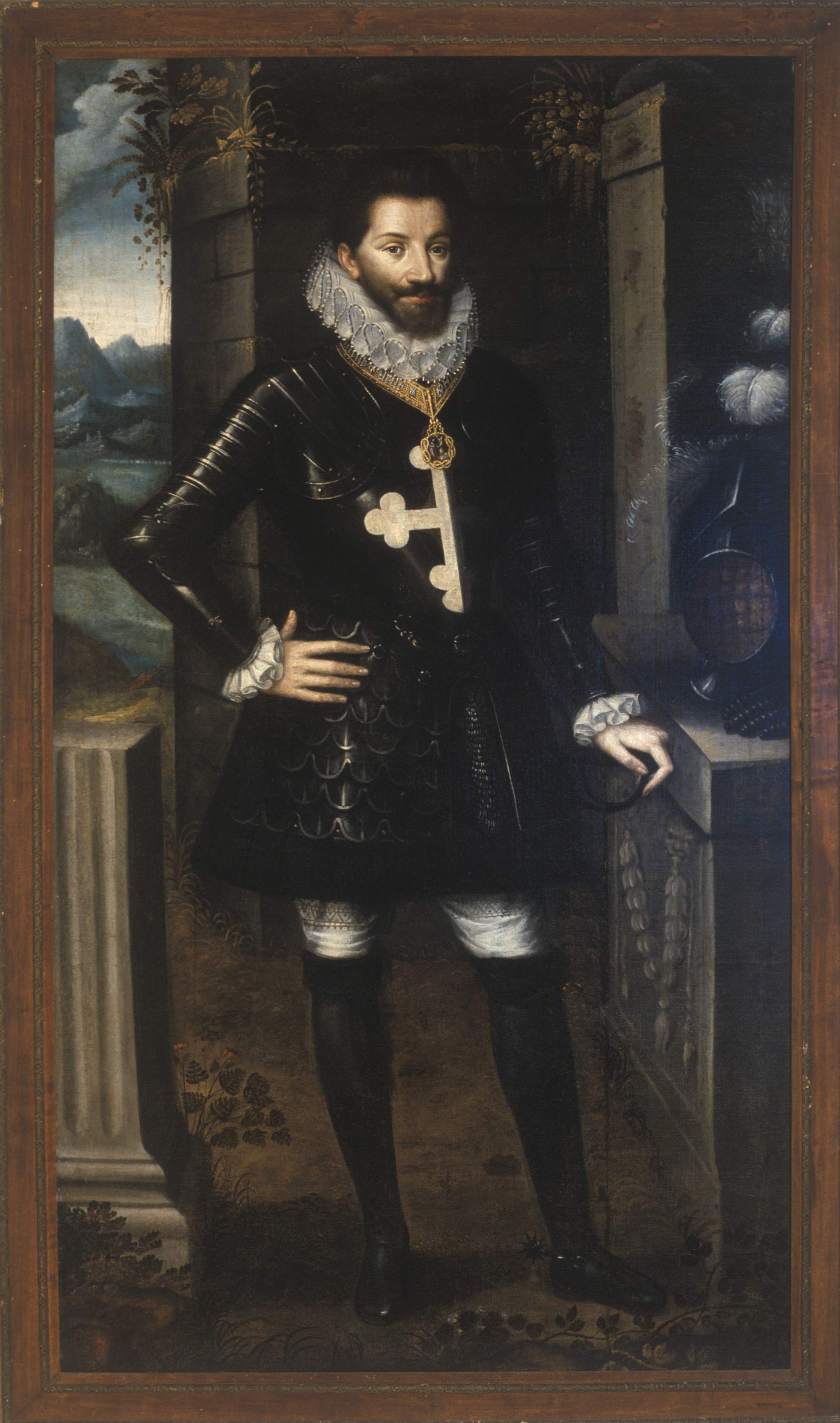
Carlo Emanuele I
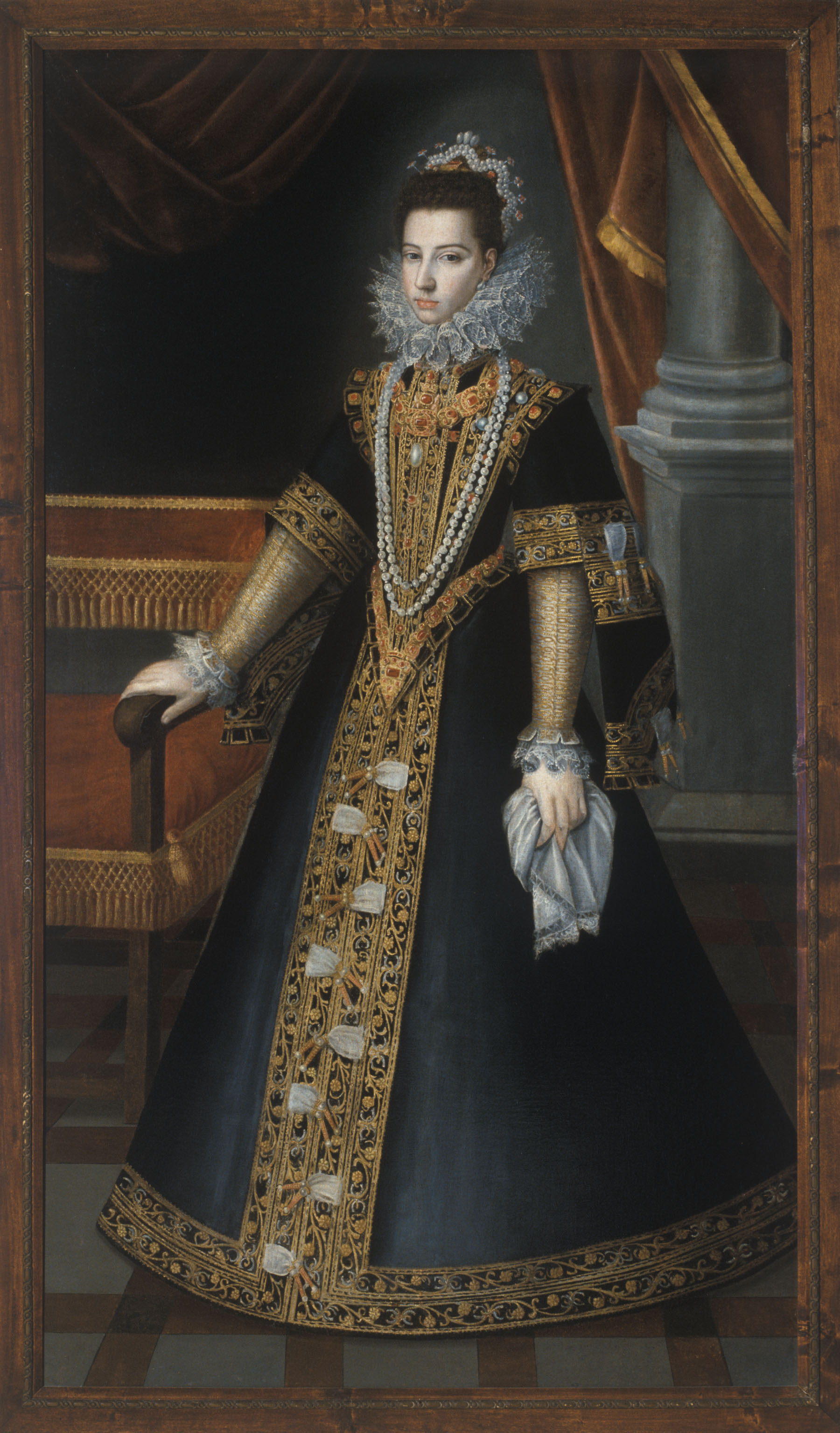
Caterina d'Austria
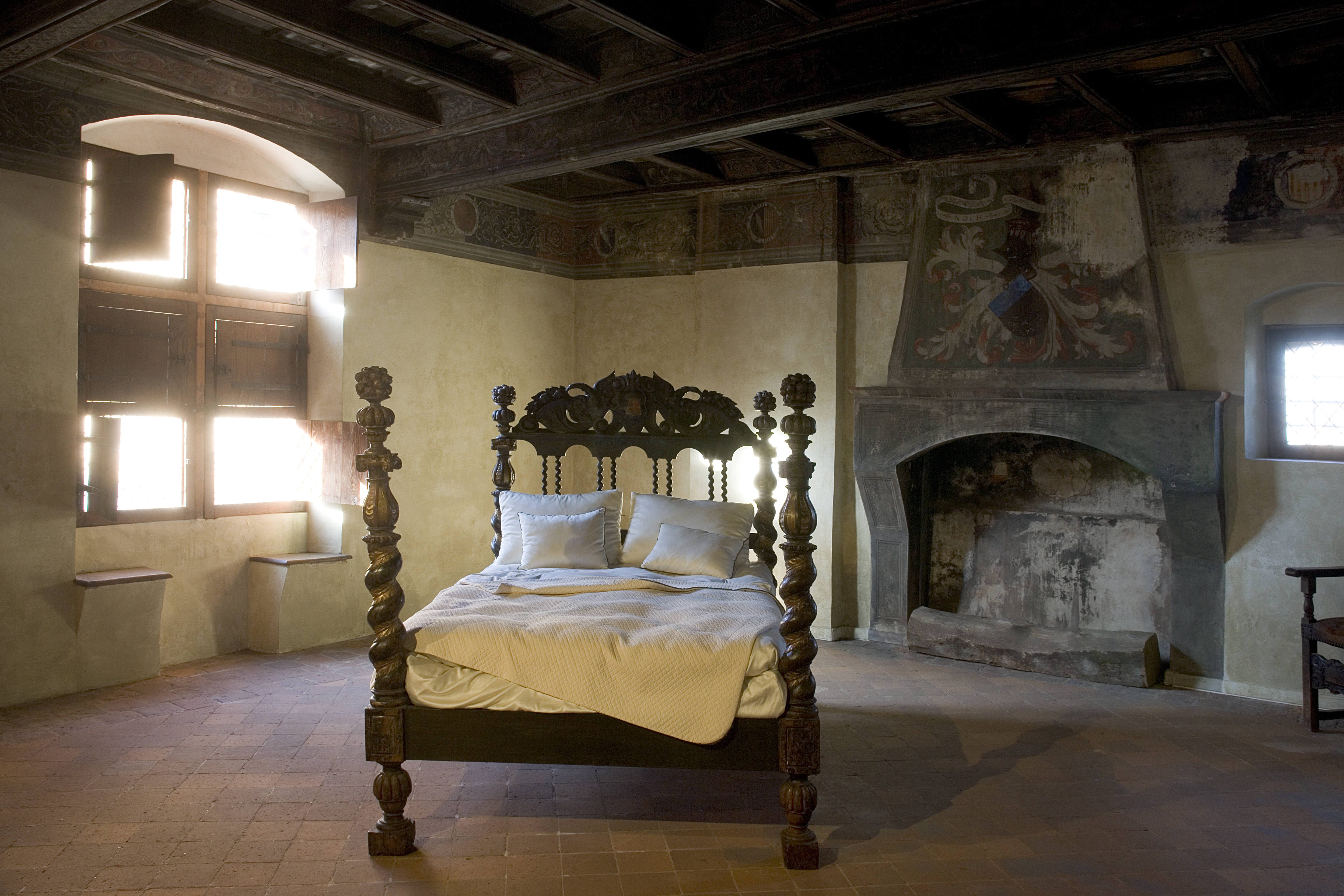
Sala X